# 小行星2675
小行星2675（2675 Tolkien）是一颗围绕太阳公转的小行星。1982年4月14日，馬丁·瓦特（Martin Watt）在可可尼诺县发现了此天体。
这颗小行星的绝对星等为1.82806等。

## 命名
該小行星以英國作家、語言學家J·R·R·托爾金的名字作為命名，托爾金以奇幻小說《魔戒》和《哈比人》聞名於世，他對天文學也有興趣。